# Агилера, Эмануэль
Виктор Эмануэль Агилера (исп. Víctor Emanuel Aguilera; род. 11 июня 1989, Гуаймальен, Мендоса) — аргентинский футболист, защитник клуба «Дефенса и Хустисия».

## Клубная карьера
Агилера начал карьеру в клубе «Депортиво Гуаймальен». В 2010 году Эмануэль перешёл в «Годой-Крус», но не смог завоевать место в основе и летом 2012 года на правах аренды перешёл в «Дефенса и Хустисия». 11 августа в матче против «Нуэва Чикаго» он дебютировал за новую команду. 12 августа 2013 года в поединке против «Атлетико Браун» Агилера забил свой первый гол за «Дефенса и Хустисия». После окончания аренды он недолго поиграл в «Годой-Крус».
Летом 2014 года Агилера перешёл в «Индепендьенте». 11 ноября в матче против «Арсенала» из Саранди он дебютировал за новую команду. 7 июня в поединке против «Росарио Сентраль» Эмануэль забил свой первый гол за «Индепендьнте».
Летом 2016 года Агилера перешёл в мексиканскую «Тихуану». 16 июля в матче против «Монаркас Морелия» он дебютировал в мексиканской Примере. В начале 2018 года Эмануэль присоединился к столичной «Америке». 8 января в матче против «Керетаро» он дебютировал за новую команду.